# Sweltsa abdominalis
Sweltsa abdominalis är en bäcksländeart som först beskrevs av Okamoto 1912.  Sweltsa abdominalis ingår i släktet Sweltsa och familjen blekbäcksländor. Inga underarter finns listade i Catalogue of Life.